# Leonardo Villar Navedas
Leonardo Villar Navedas fue un connotado médico peruano. Fue fundador del Hospital Dos de Mayo y Decano de la Facultad de Medicina de la Universidad Nacional Mayor de San Marcos. Fue senador de la República por el departamento del Cusco. Es también conocido por sus estudios sobre filología quechua.
Nació en el Cusco, hijo de José Manuel Villar y Francisca Navedas. Se casó en 1861 con María del Mar Márquez, hija del expresidente Juan Manuel del Mar. Tuvo tres hijas: Josefina, María Victoria e Ysabel. 
Fue uno de los médicos fundadores del Hospital Dos de Mayo, inaugurado el 28 de febrero de 1875 por el presidente Manuel Pardo.
Fue elegido senador por el departamento del Cusco entre 1879 y 1881 durante el gobierno de Nicolás de Piérola y la guerra con Chile. 
Después de la guerra, durante la ocupación de Lima, Villar no solo mantuvo su labor de médico al mantenerse a cargo de brindar atención a los niños a pesar de que el Hospital Dos de Mayo, donde trabajaba, estaba cerrado y ocupado por tropas chilenas sino también mantuvo su labor como senador al participar en 1881 de las juntas preparatorias del Congreso que se reunió ese año en Chorrillos durante la breve presidencia de Francisco García Calderón.
Ya alejado de la política y volcado nuevamente en su labor de médico, fundó el 28 de octubre de 1884, la "Academia Libre de Medicina", en su misma casa junto a otros profesores sanmarquinos. Posteriormente, esta Academia se convertiría en la Academia Nacional de Medicina. En 1885, fue jefe de la sala del Hospital Dos de Mayo donde Daniel Alcides Carrión se inoculó el virus de la enfermedad de la verruga peruana, acción con la que ayudó a encontrar una cura a dicha enfermedad y por la que es considerado como el "mártir de la medicina peruana". Villar, en ese momento, trataron de disuadir a Carrión de su decisión. Entre 1888 y 1895, Villar fue decano de la Facultad de Medicina de San Fernando de la Universidad Nacional de San Marcos. En 1897 presidió la primera comisión encargada de completar los planes para la erección del nuevo local de la morgue de Lima.
Falleció en Lima en 1900.